# Nogent, Haute-Marne

Nogent este o comună în departamentul Haute-Marne din nord-estul Franței. În 2009 avea o populație de 3.989 de locuitori.

## Evoluția populației
| An        | 1975  | 1982  | 1990  | 1999  | 2006  | 2009  |
| --------- | ----- | ----- | ----- | ----- | ----- | ----- |
| Populație | 5.265 | 5.318 | 4.754 | 4.343 | 4.075 | 3.989 |